# Polygonia pallida
Polygonia pallida är en fjärilsart som beskrevs av Tutt 1896. Polygonia pallida ingår i släktet Polygonia och familjen praktfjärilar. Inga underarter finns listade i Catalogue of Life.